# The Willie Nelson Family
The Willie Nelson Family — совместный студийный альбом американского кантри-музыканта Вилли Нельсона и членов его семьи (его сыновей Лукаса и Майки, дочерей Полы и Эми и сестры Бобби Нельсон в сопровождении группы Family), изданный 19 ноября 2021 года на студии Legacy Recordings. Альбом стал последним для его сестры Бобби перед ее смертью в 2022 году. В альбом вошли кавер-версии вдохновляющих песен и переосмысление классических произведений Нельсона. Лукас Нельсон исполняет главную партию в песнях «All Things Must Pass» и «Keep It on the Sunnyside», а Мика Нельсон — в «Why Me». Альбом был номинирован на премию «Грэмми» в категории «Лучший традиционный госпел-альбом» на 65-й ежегодной церемонии вручения премии «Грэмми».

## Отзывы
| Совокупная оценка | Совокупная оценка |
| Источник          | Оценка            |
| ----------------- | ----------------- |
| Metacritic        | 69/100            |
| Оценки критиков   |                   |
| Источник          | Оценка            |
| AllMusic          | [ 4 ]             |
| NME               | [ 5 ]             |

The Willie Nelson Family получил положительные отзывы от музыкальных критиков. На сайте Metacritic, который присваивает нормализованный рейтинг из 100 баллов рецензиям основных критиков, альбом получил 69 баллов из 100 на основе пяти рецензий, что означает «в целом благоприятные отзывы».

## Список композиций
| №                   | Название                     | Автор(ы)            | Длительность |
| ------------------- | ---------------------------- | ------------------- | ------------ |
| 1.                  | «Heaven and Hell»            | Вилли Нельсон       | 2:22         |
| 2.                  | «Kneel at the Feet of Jesus» | Нельсон             | 2:29         |
| 3.                  | «Laying My Burdens Down»     | Нельсон             | 1:48         |
| 4.                  | «Family Bible»               | Нельсон             | 2:48         |
| 5.                  | «In the Garden»              | C. Austin Miles     | 3:24         |
| 6.                  | «All Things Must Pass»       | Джордж Харрисон     | 3:36         |
| 7.                  | «I Saw the Light»            | Хэнк Уильямс        | 1:52         |
| 8.                  | «In God's Eyes»              | Нельсон             | 2:55         |
| 9.                  | «Keep It on the Sunnyside»   | A. P. Carter        | 2:54         |
| 10.                 | «I Thought About You, Lord»  | Нельсон             | 3:20         |
| 11.                 | «Too Sick to Pray»           | Нельсон             | 2:15         |
| 12.                 | «Why Me»                     | Крис Кристофферсон  | 2:12         |
| Общая длительность: | Общая длительность:          | Общая длительность: | 31:55        |

## Исполнители
- Вилли Нельсон — ведущий вокал, фоновый вокал, Trigger
- Билли Инглиш — ударные
- Пол Инглиш — перкуссия
- Эми Нельсон — фоновый вокал
- Бобби Нельсон — фортепиано
- Лукас Нельсон — акустическая гитара, бэк-вокал, вокал в песнях «All Things Must Pass» и «Keep It On The Sunnyside»
- Мика Нельсон — акустическая гитара, барабаны, бас, фоновый вокал, вокал в песне «Why Me»
- Пола Нельсон — фоновый вокал
- Микки Рафаэль — губная гармошка
- Кевин Смит — бас